# Ernest à la chasse aux monstres
Pour plus de détails, voir Fiche technique et Distribution.
Ernest à la chasse aux monstres (titre original : Ernest Scared Stupid) est un film américain réalisé par John R. Cherry III, sorti en 1991.
Il s'agit du quatrième volet des aventures d'Ernest P. Worrell.

## Fiche technique
- Titre français : Ernest à la chasse aux monstres
- Titre original : Ernest Scared Stupid
- Réalisation : John R. Cherry III
- Scénario : Charlie Gale, John R. Cherry III & Coke Sams
- Photographie : Hanania Baer
- Montage : Bruce Arntson & Kirby Shelstad
- Musique : Shane Keister
- Producteurs : Stacy Williams, Martin Erlichman & Coke Sams
- Sociétés de production : Touchstone Pictures & Silver Screen Partners III
- Société de distribution : Buena Vista Pictures Distribution
- Pays d'origine :  États-Unis
- Langue : Anglais
- Budget :  6 000 000 US $
- Format : Couleur — 35 mm — 1,85:1 — Son : Dolby Stereo
- Genre : Comédie
- Durée : 91 min
- Dates de sortie : 
  -  États-Unis : 11 octobre 1991

## Distribution
- Jim Varney (VF : Jacques Balutin) : Ernest P. Worrell, Bunny Worrell, Auntie Nelda, and others
- Eartha Kitt as Francis "Old Lady" Hackmore
- Austin Nagler as Kenny Binder
- Shay Astar as Elizabeth
- Alec Klapper as Joey
- John Cadenhead as Tom Tulip
- Bill Byrge as Bobby Tulip
- Richard Woolf as Matt Murdock
- Nick Victory as Mike Murdock
- Jonas Moscartolo as Trantor
- Ernie Fosselius as Trantor (voice)
- Daniel Butler as Sheriff Cliff Binder
- Esther Huston as Amanda Binder
- Larry Black as Mayor Murdock
- Denice Hicks as Elizabeth's mother
- Jackie Welch as Teacher
- Barkley as Rimshot